# 6. Sinfonie (Prokofjew)
Die Sinfonie Nr. 6 in es-Moll, Opus 111 von Sergei Sergejewitsch Prokofjew entstand im Jahr 1947 und wurde in Leningrad am 11. Oktober 1947 unter Leitung des Dirigenten Jewgeni Mrawinski uraufgeführt. 
Den generell affirmativen, heroisch-patriotischen und musikalisch zugänglichen Charakter des Vorgängerwerks, der 5. Sinfonie B-Dur, Opus 100 nahm der Komponist mit der Begründung zurück, nach der Freude über den Sieg im „Großen vaterländischen Krieg“ in dieser Sinfonie auch der schrecklichen Verluste zu gedenken, die dieser verursacht hatte. Zudem besaß die Opuszahl 111 für den lange Zeit auch als Pianisten berühmten Komponisten eine wichtige persönliche Bedeutung: Er verehrte die Klaviersonate Nr. 32 op. 111 von Ludwig van Beethoven derart, dass er in seiner Zweiten Sinfonie bereits deren Struktur übernommen hatte.
Die 6. Sinfonie besteht aus drei Sätzen und erinnert darin an die Sinfonien Arthur Honeggers. Die Gesamtdauer beträgt etwa 35 Minuten.
1. Allegro moderato, frei aufgebauter, lyrisch-trauriger Kopfsatz, der auf eine Reihe von dissonanten, martialischen Höhepunkten zusteuert
2. Largo, tragischer langsamer Satz
3. Vivace, freudetrunkener Taumel, der in einen Zusammenbruch mündet.